# Theo Mavrostomos
 (février 2022).
La mise en forme du texte ne suit pas les recommandations de Wikipédia : il faut le « wikifier ».
Les points d'amélioration suivants sont les cas les plus fréquents. Le détail des points à revoir est peut-être précisé sur la page de discussion.
- Les titres sont pré-formatés par le logiciel. Ils ne sont ni en capitales, ni en gras.
- Le texte ne doit pas être écrit en capitales (les noms de famille non plus), ni en gras, ni en italique, ni en « petit »…
- Le gras n'est utilisé que pour surligner le titre de l'article dans l'introduction, une seule fois.
- L'italique est rarement utilisé : mots en langue étrangère, titres d'œuvres, noms de bateaux, etc.
- Les citations ne sont pas en italique mais en corps de texte normal. Elles sont entourées par des guillemets français : « et ».
- Les listes à puces sont à éviter, des paragraphes rédigés étant largement préférés. Les tableaux sont à réserver à la présentation de données structurées (résultats, etc.).
- Les appels de note de bas de page (petits chiffres en exposant, introduits par l'outil «  Source ») sont à placer entre la fin de phrase et le point final[comme ça].
- Les liens internes (vers d'autres articles de Wikipédia) sont à choisir avec parcimonie. Créez des liens vers des articles approfondissant le sujet. Les termes génériques sans rapport avec le sujet sont à éviter, ainsi que les répétitions de liens vers un même terme.
- Les liens externes sont à placer uniquement dans une section « Liens externes », à la fin de l'article. Ces liens sont à choisir avec parcimonie suivant les règles définies. Si un lien sert de source à l'article, son insertion dans le texte est à faire par les notes de bas de page.
- La présentation des références doit suivre les conventions bibliographiques. Il est recommandé d'utiliser les modèles {{Ouvrage}}, {{Chapitre}}, {{Article}}, {{Lien web}} et/ou {{Bibliographie}}. Le mode d'édition visuel peut mettre en forme automatiquement les références.
- Insérer une infobox (cadre d'informations à droite) n'est pas obligatoire pour parachever la mise en page.

Pour une aide détaillée, merci de consulter Aide:Wikification.
Si vous pensez que ces points ont été résolus, vous pouvez retirer ce bandeau et améliorer la mise en forme d'un autre article.
Théo Mavrostomos est un plongeur scaphandrier français, d’origine grecque, né à Marseille le 12 juillet 1953. Dans le cadre de l'expérience Hydra X de la Comex, il détient le record de profondeur en plongée en ayant atteint 701 m en 1992.

## Biographie[2]
Un temps destiné à des études d'architectures, Théo Mavrostomos s'engage dans la Marine nationale avec la spécialité de détecteur entre 1970 et 1973. Bon nageur, chasseur de surcroît, Théo Mavrostomos est embauché en 1973 par la société SIMAT et devient « brosseur de coques », ce qui lui vaut d’être repéré par la COMEX qui recherche des plongeurs. La COMEX l'envoie à la CETRAVIM, qui deviendra l'INPP Institut National de Plongée Professionnelle, pendant 3 mois pour y être formé et obtenir les diplômes de scaphandrier classes 2 et 3. Théo Mavrostomos devient plongeur à saturation entre 1975 et 1995, avec en moyenne 90 jours de saturation par an. Il démissionnera deux fois de la COMEX en 1977 et 1997 pour raisons personnelles, mais cela lui a permis de revenir à la COMEX avec la spécialité de plongeur soudeur. À cette époque ils sont 6 plongeurs à dépendre du « département soudure » de la COMEX et moins de 40 plongeurs dans le monde à jouir de ces prérogatives[réf. souhaitée].
Pendant cette période, Théo va faire de nombreux chantiers, participer à de nombreux tests notamment ceux, avec les Docteurs Comet, Fructus, et Gardette qui permettront d’élaborer à la fin des années 1980 début des années 90 la révision des tables de décompression du Ministère du Travail, mieux connu sous l’acronyme MT92, toujours utilisées aujourd'hui.

## Programme Hydra 10[3]
L’apogée de ces expériences est la série d’expériences HYDRA de la COMEX; pour l’expérience ultime HYDRA 10 (1992), une équipe de 3 plongeurs a été constituée et il faut deux remplaçants : le Dr Bernard Gardette propose Théo Mavrostomos pour être le remplaçant du remplaçant, mais des dissensions entre Henri Germain Delauze et l'équipe principale vont conduire Théo Mavrostomos à prendre la tête de l'équipe de trois plongeurs du programme HYDRA 10, ses compagnons sont Serge Icart et Régis Peilho.
La compression, jusqu'à la profondeur fictive de 675 mètres dure 13 jours ! Les plongeurs du programme HYDRA 10 respirent un mélange composé de 20% d’hydrogène, 50.6% d’hélium et seulement 0.4% d’oxygène. Ils sont maintenus à cette pression (67 bars, ou 67 kg/cm2) pendant 3 jours, ils commencent à ressentir les premiers symptômes du SNHP (Syndrome Nerveux des Hautes Pressions). Outre les effets toxiques des gaz respirés, l'augmentation de pression augmente la viscosité du gaz et donc l'effort respiratoire, la chaleur y est tropicale, enfin les plongeurs discutent entre eux depuis 15 jours avec des voix de canard à la limite de la compréhension (l’hélium déforme la voix) dans un espace confiné de quelques m3. Ces conditions physiquement difficiles et anxiogènes ont un fort impact sur l'équipe de plongeurs mais également sur les scientifiques qui veulent dès lors arrêter l’expérience à 675 mètres, qui est déjà un succès.
L'état psychique et physique des deux autres plongeurs ne leur permettant pas de poursuivre la compression, ni d'effectuer les travaux expérimentaux, car il faut le rappeler, le but de l’expérience HYDRA était de démontrer la faisabilité d'un travail sous-marin réalisé à la profondeur ciblée. Il fut décidé que les deux autres plongeurs resteraient à la profondeur de 675m et, le 20 novembre 1992, après l’accord de l’équipe médicale, Théo Mavrostomos est comprimé jusqu’à 71.1 bars soit 701 mètres de profondeur, soit 2 300 pieds ! Théo Mavrostomos réalise des simulations d’activités techniques pendant 3 heures et fera également une simulation de plongée en s’immergeant dans un bassin intégré dans le caisson. Au bout de 9 heures à -701 mètres, on commence la décompression qui ramènera les trois plongeurs, à la pression de surface, cela durera 24 jours. En tout, le programme HYDRA 10 aura duré 40 jours et fera de Théo Mavrostomos l'homme le plus profond du monde.

## Distinctions
Théo Mavrostomos a été nommé citoyen d’honneur des villes de Montpellier et de Marseille, ainsi que l’ordre du mérite et l’ordre du mérite maritime.

## Partenariat
Depuis les années 60, la société horlogère Rolex ayant collaboré avec la COMEX pour concevoir des montres de plongée adaptées à la vie en caissons hyperbare. Lors des plongées Hydra X, les plongeurs étaient équipés de modèles Rolex Sea-Dweller, à la suite du record Théo Mavrostomos deviendra ambassadeur de la marque Rolex.